# American Birkebeiner
American Birkebeiner (Birkie) körs i Wisconsin, USA och är ett långlopp i längdskidåkning, och det största Nordamerika och ett av de längsta i Nordamerika. Det 51 kilometer långa loppet går från Cable till Hayward. Det hade premiär 1973, och ingår i Worldloppet sedan Worldloppet grundades. Tävlingen brukar hållas i februari och samlar omkring 9 000 deltagare årligen.
År 2000 ställdes tävlingen in på grund av regn och för årstiden varma temperaturer, och i statistiken nertecknades "Moder natur" som segrare i det årets lopp.

## Slutsegrare
| År               | Herrar                       | Damer                          |
| ---------------- | ---------------------------- | ------------------------------ |
| 1973             | Sam Ersson, Sverige          | Jacque Lindskoog, USA          |
| 1974             | Dave Quinn, USA              | Jacque Lindskoog, USA          |
| 1975             | Chris Haines, USA            | Vigdis Snekkevi, USA           |
| 1976             | Audun Kolstad, Norge         | Jana Hlavaty, USA              |
| 1977             | Audun Kolstad, Norge         | Berit Lammedal, Norge          |
| 1978             | Alfred Kaelin, Schweiz       | Valborg Østberg, Norge         |
| 1979             | Arnt Hårstad, Norge          | Judy Rabinowitz, USA           |
| 1980             | Per Knotten, Norge           | Gry Oftedal, Norge             |
| 21 februari 1981 | Jean-Paul Pierrat, Frankrike | Marianne Hadler, Norge         |
| 1982             | Ola Hassis, Sverige          | Gry Oftedal, Norge             |
| 1983             | Rudi Kapeller, Österrike     | Jennifer Caldwell, USA         |
| 1984             | Bengt Hassis, Sverige        | Vigdis Rønning, Norge          |
| 1985             | Oddvar Brå, Norge            | Muffy Ritz, USA                |
| 1986             | Anders Blomquist, Sverige    | Muffy Ritz, USA                |
| 1987             | Konrad Hallenbarter, Schweiz | E.J. Holcomb, USA              |
| 1988             | Örjan Blomquist, Sverige     | Kelly Kimball, USA             |
| 1989             | Örjan Blomquist, Sverige     | Betsy Youngman, USA            |
| 1990             | Manfred Nagl, Österrike      | Lynne Cecil, USA               |
| 1991             | Manfred Nagl, Österrike      | Ingrid Butts, USA              |
| 1992             | Todd Boonstra, USA           | Nina Skeime, Norge             |
| 1993             | Manfred Nagl, Österrike      | Suzanne King, USA              |
| 1994             | Tomas Caslavsky, Tjeckien    | Heike Wezel, Tyskland          |
| 1995             | Andre Jungen, Schweiz        | Maria Theurl, Österrike        |
| 1996             | Silvano Barco, Italien       | Gudrun Pflueger, Österrike     |
| 1997             | Mikhail Botwinov, Österrike  | Gudrun Pflueger, Österrike     |
| 1998             | Carl Swenson, USA            | Jennifer Douglas, USA          |
| 1999             | Johann Mühlegg, Tyskland     | Laura McCabe, USA              |
| 2000             | "Moder natur"                | "Moder natur"                  |
| 2001             | Gianantonio Zanetel, Italien | Nadezhada Slessareva, Ryssland |
| 2002             | Maurizio Pozzi, Italien      | Jeannie Wall, USA              |
| 2003             | Gianantonio Zanetel, Italien | Lara Peyrot, Italien           |
| 2004             | Gianantonio Zanetel, Italien | Lara Peyrot, Italien           |
| 2005             | Gianantonio Zanetel, Italien | Marco Cattaneo, Italien        |
| 2006             | Marco Cattaneo, Italien      | Anna Santer, Italien           |
| 2007             | Zack Simons, USA             | Kate Whitcomb, USA             |

| År               | Herrar fristil        | Herrar klassisk stil    | Damer fristil         | Damer klassisk stil        |
| ---------------- | --------------------- | ----------------------- | --------------------- | -------------------------- |
| 2008             | Ivan Babikov, Kanada  | Kelly Kimball, Ryssland | Evelyn Dong, USA      | Kelly Skillicorn, USA      |
| 2009             | Matthew Liebsch, USA  | Rebecca Dussault, USA   | Gus Kaeding, USA      | Martina Stursova, Tjeckien |
| 27 februari 2010 | Fabio Santus, Italien | Juergen Uhl, USA        | Rebecca Dussault, USA | Audrey Weber, USA          |
| 28 februari 2011 | Tore Gunderson, Norge | Juergen Uhl, USA        | Caitlin Compton, USA  | Jennie Bender, USA         |
| 2012             | Tad Elliot, USA       | David Chamberlain, USA  | Holly Brooks, USA     | Carolyn Ocariz, USA        |
| 2013             | Sergio Bonaldi, USA   | Doug Debold, USA        | Caitlin Gregg, USA    | Ingrid Saupstad, Norge     |

### Fotnoter
1. ↑  ”Skinnyski”. 14 februari 2001. Arkiverad från originalet den 20 januari 2011. https://web.archive.org/web/20110120234145/http://www.skinnyski.com/notices/archives/Birkie-7.html. Läst 22 september 2011.
2. ↑  ”American Birkebeiner” (på engelska). Worldloppet. http://www.worldloppet.com/american_birkebeiner.php. Läst 4 mars 2015.
3. ↑  ”Champions” (på engelska). American Birkebeiner. http://www.birkie.com/media/champions/. Läst 12 september 2011.